# 박광현 (영화 감독)
박배종(1969년 8월 21일 ~ )은 대한민국의 영화감독이다.

## 작품 목록
| 년도   | 작품명        | 영문명                | 비고      |
| ------ | ------------- | --------------------- | --------- |
| 2002년 | 묻지마 패밀리 | Nocomment             |           |
| 2005년 | 웰컴투 동막골 | Welcome To Dongmakgol |           |
| 2013년 | 안녕 내 사랑  |                       | 단편 영화 |
| 2017년 | 조작된 도시   | Fabricated City       |           |
| 2017년 | 거미맨        |                       | 단편 영화 |
| 2018년 | 별리섬        |                       | 단편 영화 |
| 2022년 | 아일랜드      |                       | TV 드라마 |

### 방송
- 전체관람가 (2017년)
- 방구석 1열 (2018년)

### 광고
- 교보생명
- 한국맥도날드

## 수상
- 2002년 뉴욕광고페스티벌 금상
- 2002년 칸영화제 패스트푸드부문 은사자상
- 2005년 제4회 대한민국 영화대상 신인감독상, 각본상
- 2005년 제25회 한국영화평론가협회상 10대영화상
- 2006년 제29회 황금촬영상 신인감독상
- 2006년 제8회 우디네 극동영화제 관객상